# Ivonne Coll
Ivonne Coll Mendoza (Fajardo, 18 juni 1947) is een Puerto Ricaanse/Amerikaanse actrice en filmproducente. 

## Biografie
Ivonne Coll werd geboren in Fajardo, Puerto Rico en doorliep de highschool aan de Nuestra Señora del Pilar High School in Canóvanas, waarna ze afstudeerde in sociale wetenschappen aan de universiteit van Puerto Rico in San Juan (Puerto Rico). In 1967 werd zij verkozen tot Miss Puerto Rico en vertegenwoordigde dat jaar Puerto Rico in de Miss Universe verkiezingen. In 1979 verhuisde zij naar New York waar zij begon met acteren in off-Broadway theaters.
Coll begon in 1974 met acteren in de film The Godfather Part II, waarna zij nog meer rollen speelde in films en televisieseries. Zij is vooral bekend door de televisieserie Jane the Virgin, waar zij, 99 afleveringen lang, de rol van Alba Villanueva, de oma (abuela) van Jane, vertolkte (2014–2020).

## Filmografie

### Films
Uitgezonderd korte films.
- 2022 Love in the Limelight - als oma Rivera
- 2019 Counterpunch - als oma Daisy
- 2015 Endgame - als Abuelita
- 2014 Los Scavengers - als Remi
- 2012 Hemingway & Gellhorn - als Crone
- 2008 Untitled Victoria Pile Project - als Margarita Hernandez
- 2006 Splinter - als moeder
- 2004 Jesus the Driver - als Marisol
- 2002 Scorcher - als burgemeester Salizar
- 2000 Michael Angel - als moeder van Killan
- 2000 Waking the Dead - als Gisela Higgens
- 1999 In Too Deep - als mrs. Batista
- 1999 Instinct - als dr. Marzuez
- 1998 Strangeland - als Rose Stravelli
- 1997 Alien Nation: The Udara Legacy - als officier Wilcox
- 1997 The Pest - als Gladyz
- 1996 The Disappearance of Garcia Lorca - als Angelina Gonzalez
- 1995 As Good as Dead - als Mexicaanse vrouw
- 1994 A Rainy Day - als Leticia
- 1990 A Killer Among Us - als Francine Cortez
- 1989 Lean on Me - als mrs. Santos
- 1986 La gran fiesta - als Dona Tula
- 1974 The Godfather Part II - als Yolanda

### Televisieseries
Uitgezonderd eenmalige gastrollen.
- 2018-2022 Fancy Nancy - als Camilla - 4 afl.
- 2011-2019 Jane the Virgin – Alba Villanueva - 99 afl.
- 2011-2017 Switched at Birth – Adriana Vasquez - 29 afl.
- 2014-2015 East Los High – Fabiola - 4 afl.
- 2011-2015 Glee – Alma Lopez - 3 afl.
- 2014 Teen Wolf – Araya Calavera - 5 afl.
- 2003 Joan of Arcadia – Marlene - 3 afl.
- 2003 Skin – Amelia - 2 afl.
- 2001 Roswell High – Ms. Ramirez - 2 afl.
- 2000 City of Angels – Miss Hernandez - 2 afl.
- 1996-1998 Pacific Blue – Rosa Del Toro - 3 afl.
- 1997 Crisis Center – Janie Sheppard - 2 afl.
- 1996-1997 The Bold and the Beautiful – Alicia Cortéz - 6 afl.
- 1996 Malibu Shores – Mrs. Martinez - 2 afl.
- 1990 DEA – Mrs. Clemente - 4 afl.
- 1977 The Godfather: A Novel for Television – Yolanda - miniserie

### Filmproduente
- 2021 Calle de la Resistencia - film
- 2018 From Now On - korte film
- 2018 Talk About It - korte film

## TheaterwerkBroadway
- 1995: Chronicle of a Death Foretold (musical) – als Pura Vicario
- 1986–1987: Macbeth (toneelstuk) – als Duncan / oude vrouw / Seyton
- 1986–1987: As You Like It (toneelstuk) – als Rosalind
- 1986–1987: Romeo and Juliet (toneelstuk) – als Angelica
- 1980: Goodbye Fidel (toneelstuk) – als Chantal

- Biblioteca Nacional de España: XX5051718
- International Standard Name Identifier: 0000 0001 1802 4180
- Library of Congress Control Number: no2014085232
- Virtual International Authority File: 168958522
- WorldCat: E39PBJrckpMPQmyF3WD7D9WMT3